# Atletica leggera ai XVII Giochi paralimpici estivi - 100 metri piani maschili
Ai XVII Giochi paralimpici estivi le competizioni dei 100 metri piani maschili si sono svolte tra il 30 agosto e il 7 settembre 2024 presso lo Stade de France di Parigi.

## Risultati
Di seguito sono riportati i risultati delle finali di tutte le gare dei 100 metri piani maschili per ogni classe di competizione. Maggiori dettagli sulle singole gare, compresi i risultati delle batterie di qualificazione e delle semifinali, si trovano nelle pagine dedicate.

### T11
| Pos.    | Nome                                             | Nazionalità | Tempo | Note                                     |
| ------- | ------------------------------------------------ | ----------- | ----- | ---------------------------------------- |
| Oro     | Athanasios Ghavelas Guida: Ioannis Nyfantopoulos | Grecia      | 11"02 | Miglior prestazione personale stagionale |
| Argento | Timothee Adolphe Guida: Charles Renard           | Francia     | 11"05 | =                                        |
| Bronzo  | Dongdong Di Guida: Jiageng Lian                  | Cina        | 11"08 | Miglior prestazione personale stagionale |

### T12
| Pos.    | Nome              | Nazionalità | Tempo | Note |
| ------- | ----------------- | ----------- | ----- | ---- |
| Oro     | Noah Malone       | Stati Uniti | 10"71 |      |
| Argento | Joeferson Marinho | Brasile     | 10"84 |      |
| Bronzo  | Zac Shaw          | Regno Unito | 10"94 |      |

### T37
| Posizione | Atleta                    | Nazionalità                 | Tempo | Note                                     |
| --------- | ------------------------- | --------------------------- | ----- | ---------------------------------------- |
| Oro       | Ricardo Gomes de Mendonça | Brasile                     | 11"07 | =                                        |
| Argento   | Saptoyogo Purnomo         | Indonesia                   | 11"26 | Record asiatico                          |
| Bronzo    | Andrei Vdovin             | Atleti Paralimpici Neutrali | 11"41 | Miglior prestazione personale stagionale |

### T38
| Posizione | Atleta                        | Nazionalità | Tempo | Note                          |
| --------- | ----------------------------- | ----------- | ----- | ----------------------------- |
| Oro       | Jaydin Blackwell              | Stati Uniti | 10"64 | Record mondiale               |
| Argento   | Ryan Medrano                  | Stati Uniti | 10"97 | Miglior prestazione personale |
| Bronzo    | Juan Alejandro Campas Sanchez | Colombia    | 10"99 | Miglior prestazione personale |

### T47
| Posizione | Atleta                   | Nazionalità | Tempo | Note                                     |
| --------- | ------------------------ | ----------- | ----- | ---------------------------------------- |
| Oro       | Petrúcio Ferreira (T47)  | Brasile     | 10"68 | Miglior prestazione personale stagionale |
| Argento   | Korban Best (T47)        | Stati Uniti | 10"75 | Miglior prestazione personale            |
| Bronzo    | Aymane El Haddaoui (T47) | Marocco     | 10"78 |                                          |